# Eduard von der Ropp
Eduard Michael Johann Maria von der Ropp (n. 2 decembrie 1851, Līksna⁠(d), Daugavpils County⁠(d), Gubernia Vițebsk⁠(d), Imperiul Rus – d. 25 iulie 1939, Poznań, Polonia) a fost un episcop romano-catolic din Imperiul Rus, de origine baltică.

## Tinerețea
Eduard von der Ropp s-a născut la 2/14 decembrie 1851 în satul Līksna din actuala Letonie. A fost al treilea dintre cei patru fii ai lui Emmerich Julius Freiherr von der Ropp și al Izabelei Józefa Plater-Zyberk, fiica viceguvernatorului civil al Vilniusului, Michał Plater-Zyberk. Tatăl lui era descendent direct al lui Theodoricus de Raupena, fratele cel mai mare al episcopului Albert al Livoniei, care fondase orașul Riga în 1201. Familia mamei sale avea moșii atât la Lixna (Līksna), în regiunea Latgale (aflată atunci în gubernia Vitebsk), cât și la Bewern (Bebrene), în regiunea Sēlija (pe atunci în gubernia Curlanda). A absolvit studii secundare la Freiburg și Riga.
A urmat studii universitare la Facultatea de Drept a Universității din Sankt Petersburg, pe care le-a absolvit în 1875. După absolvire a rămas la Sankt Petersburg, unde a lucrat în perioada 1875-1879 ca funcționar guvernamental la un tribunal districtual, la Senatul Imperiului Rus și la Ministerul Agriculturii și Domeniilor. Moartea tragică a logodnicei sale l-a făcut să se orienteze către cariera preoțească. Von Ropp a studiat la Seminarul Romano-Catolic din Kaunas în perioada 1883-1886. A fost hirotonit preot pentru Dieceza de Samogitia la 20 iulie/2 august 1886, după care și-a continuat studiile teologice la Universitatea din Innsbruck.
După hirotonire a fost trimis ca preot paroh în orașul leton Liepāja din regiunea Curlanda, unde a lucrat timp de 13 ani. A început acolo extinderea micii clădiri a bisericii, transformând-o în actuala Catedrală Sf. Iosif. În 1893 a primit o însărcinare suplimentară ca vicar al tuturor parohiilor romano-catolice din Curlanda.

## Sarcini episcopale

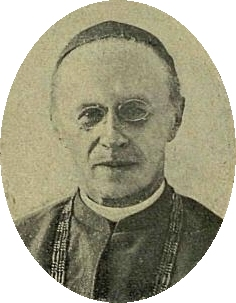
Episcopul von der Ropp în 1906

Von der Ropp a fost numit episcop al Diecezei de Tiraspol (cu reședința la Saratov) din sudul Rusiei la 9 iunie 1902 de către papa Leon al XIII-lea. El a fost hirotonit episcop la Saratov la 3/16 noiembrie 1902 de către arhiepiscopul Bolesław Hieronim Kłopotowski de Moghilev, asistat de episcopii Karol Antoni Niedziałkowski de Luțk, Jîtomîr și Kameneț-Podolsk și Jerzy Józef Elizeusz Szembek de Płock.
Un an mai târziu, la 9 noiembrie 1903, a fost numit episcop de Vilnius de către papa Pius al X-lea. La 2 decembrie 1903 von der Ropp a fost instalat ca episcop în Catedrala din Vilnius. El a călătorit înapoi la Saratov în 1904 pentru a participa la consacrarea succesorului său ca episcop de Tiraspol, Josef Alois Kessler, la 10 noiembrie.
După Revoluția rusă din 1905 von der Ropp a fost ales în 1906 ca deputat în prima Dumă. La 1 octombrie 1907, prin decretul țarului, a fost înlăturat din postul de episcop de Vilnius, iar în perioada octombrie 1907 - mai 1917 a trăit în exil la moșia fratelui său din satul Nisha (gubernia Vitebsk). Guvernul Provizoriu al Rusiei a anulat pedeapsa exilului și l-a recunoscut la 9 mai 1917 în funcția de episcop de Vilnius.
La 25 iulie 1917 a fost numit arhiepiscop mitropolit de Moghilev de către papa Benedict al XV-lea și a devenit astfel conducătorul Bisericii Romano-Catolice de pe întreg teritoriul Rusiei, cu reședința la Petrograd. S-a întors în capitala Rusiei la 2 decembrie 1917 pentru a prelua noul post, dar a intrat rapid în conflict cu noul guvern sovietic. Autoritățile sovietice l-au reținut ca ostatic la 29 aprilie 1919, după ocuparea orașului Vilnius de către trupele poloneze și arestarea funcționarilor sovietici din oraș, și l-au transportat în stare de arest de la Petrograd la o închisoare din Moscova, fiind condamnat la moarte pentru activități antisovietice. A fost eliberat la 10 iulie 1919 și i s-a permis să slujească într-o biserică catolică din Moscova. La intervenția Sfântului Scaun a fost deportat în Polonia la 17 noiembrie 1919 în schimbul unui comunist pe nume Karl Radek.
Neputând să se mai întoarcă în Rusia, a locuit tot restul vieții în Polonia, împreună cu unul dintre nepoții săi. A organizat Societatea Misionară la Varșovia și a fondat în 1922 Institutul Misionar din Lublin care urma să-i pregătească pe misionarii catolici în Rusia; acest institut a funcționat până în 1933. În anul 1924 a călătorit în Letonia pentru a participa la intrarea solemnă a arhiepiscopului Antonijs Springovičs în Catedrala „Sf. Iacob” din Riga la 4 mai și la consacrarea, împreună cu arhiepiscopul Antonino Zecchini, delegatul apostolic în Țările Baltice, a noului episcop auxiliar de Riga, Jāzeps Rancāns, în aceeași zi. Papa Pius al XI-lea l-a numit asistent la Tronul Pontifical la 28 mai 1927. În anul 1930 s-a îmbolnăvit grav și la 25 iulie 1939 a murit în orașul Poznań din Polonia.
Arhiepiscopul Von der Ropp a fost înmormântat în cripta Catedralei arhiepiscopale „Sf. Petru și Paul” din Poznań. Rămășițele sale pământești au fost transferate în 1983 într-un sarcofag din Catedrala „Adormirea Maicii Domnului” din Białystok, oraș care a constituit locul de exil al credincioșilor romano-catolici din URSS.

## Legături externe
- en  Archbishop Eduard Baron von der Ropp
- en  Eduard Baron von der Ropp
- en  Emmerich Julius Baron von der Ropp